# Nasser al-Shamrani
Nasser Al-Shamrani est un footballeur saoudien qui évoluait au poste d'attaquant.

## Biographie

### En club
Al-Shamrani fait ses débuts professionnels à Al Wehda, l'un des clubs de sa ville natale La Mecque, dont il sort du centre de formation. Il reste quatre saisons dans le club en étant prêté durant six mois à Al Shabab en début d'année 2006. Ce prêt lui donne l'occasion de remporter le championnat à l'issue de la saison, avant de revenir à Al Wehda. 
L'année suivante, il est transféré définitivement à Al Shabab et va continuer à garnir son palmarès : un nouveau titre de champion en 2012 et quatre titres de meilleur buteur entre 2008 et 2012. Le 30 juin 2013, il signe avec Al-Hilal.

### En sélection
L'attaquant est un membre régulier de la sélection nationale. Appelé à partir de 2005, il inscrit son premier but sous le maillot des Faucons Verts la même année, lors d'un match amical remporté 1-0 face au Turkménistan. 
Il participe à deux phases finales de Coupe d'Asie des nations : en 2007 où les Saoudiens atteignent la finale et en 2011, marquée par une élimination surprenante dès le premier tour. 
Al-Shamrani reste pendant trois ans sans marquer de but en équipe nationale (entre 2005 et 2008) et cette période d'insuccès ne lui permet pas d'être appelé par Marcos Paquetá pour la phase finale de la Coupe du monde 2006. Il prend part par la suite aux éliminatoires pour la Coupe du monde 2010 et 2014 (durant lesquels il a marqué cinq buts), sans parvenir à se qualifier pour le tournoi final.

## Palmarès

### En sélection
- Finaliste de la Coupe d'Asie des nations en 2007 avec l'Arabie saoudite

### En club
- Vainqueur du championnat d'Arabie saoudite en 2006, 2012 et 2017
- Vainqueur de la King Cup of Champions en 2008 et 2009 avec Al Shabab
- Vainqueur de la Saudi Federation Cup en 2009 avec Al Shabab

## Distinctions personnelles
- Meilleur buteur du championnat d'Arabie saoudite en 2008 (18 buts), en 2011 (17 buts) et en 2014 (21 buts). Il est co-meilleur buteur en 2009 (12 buts) avec Aboucherouane et en 2012 (21 buts) avec Simões.